# Annunciazione (Savoldo)
L'Annunciazione è un dipinto olio su tela realizzato da Giovanni Gerolamo Savoldo nel 1530, di proprietà delle Gallerie dell'Accademia di Venezia ma in deposito presso Museo civico d'Arte di Pordenone.

## Storia
Il dipinto fu oggetto di studio nel 1983 e indicato come lavoro di Savoldo da Gilberto Ganzer, quando fu ritrovato molto ammalorato e quasi illeggibile, nella chiesa parrocchiale dei Santi Pietro e Paolo di Ghirano. La tela si presentava, oltre che danneggiata, anche modificata nelle sue forme, inserita in un telaio ridotto che conservava nei bordi parte del dipinto arrotolato.
Nel 1581 fu Francesco Sansovino a indicare l'opera salvodiana presente nella chiesa veneziana di San Domenico sestiere Castello indicandola opera di “Heronimo da Brescia”, ospitato nella cappella di Antonio Massa, indicazione ripresa sul retro della tela. Forse l'opera fu forse eseguita l'anno medesimo della morte del Massa. Dal 1806 al 1839 fu conservata nel palazzo Ducale per essere poi consegnata alla chiesa di Ghirano per volontà del nobile Clenadro di Prada. La cappella con la chiesa fu distrutta nel 1950 e la tela trasferita in quella di Ghirano. Fu Vittorio Sgarbi ad assegnare l'opera al Savoldo nel 1986.

## Descrizione e stile
L'opera raffigura l'arcangelo Gabriele nell'atto di comunicare alla Vergine Maria l'essere stata prescelta a diventare la madre di Cristo il salvatore. L'ambiente è molto intimo, la stanza molto semplice di una giovane intenta alla lettura illuminata da un lume fioco, che crea ombre e luci, e da una piccola finestra presente nella parte superiore destra, porta nella stanza il cielo azzurro con Dio Padre benedicente. L'angelo alza il dito della mano destra al cielo a indicare che il suo messaggio è un desiderio divino, mentre nella mano sinistra regge il giglio segno della purezza della giovane. Maria con il capo chino e la mano appena sollevata indica, timidamente, l'accettare la volontà divina.
Il creare un ambiente familiare, con la raffigurazione di uno spazio sereno e la resa della luce, trasformando un evento straordinario in naturale è una caratteristica riconducibile a Salvoldo negli anni Venti del Cinquecento. La stanza, abbastanza luminosa, ha pochi elementi d'arredo, se non il leggio che l'artista dipinge in modo particolare e dove è posto un testo aperto, e pochi libri posti su di una mensola. La semplicità dell'ambiente vuole riprendere la semplicità del gesto della giovane nell'accettazione del messaggio divino. I punti luci che creano movimento nelle vesti e nelle mani riprendono lavori diamminghi a cui Salvoldo molto spesso si avvicinava come nel Crocifisso d'importante impronta fiamminga.